# Juan Carlos Balaguer Zamora
Juan Carlos Balaguer Zamora   (València, 6 de maig de 1966) és un exfutbolista valencià, que jugava com a porter.

## Biografia
Balaguer es va formar al planter del València CF, però no va arribar a debutar amb el primer equip. En busca d'oportunitats, el 1990 fitxa per l'Albacete Balompié, amb qui pujaria a primera divisió a l'any següent.
Seria titular amb els manxecs en la 92/93 i 93/94, però després, els fitxatges de Molina i Marcos li van barrar el pas. Tot i així, el valencià, junt a Conejo, passen per ser els porters més representatius del denominat formatge mecànic.
L'estiu de 1996 fitxa pel CP Mérida, i a l'any següent pel Llevant UE, ambdós a Segona i en ambdós és suplent. Finalment recala al Reial Múrcia CF, on penja les botes el 1999.
Posteriorment, Balaguer ha seguit vinculat al món del futbol com a entrenador de porters d'equips com l'Albacete Balompié.